# Angelo Poliziano
Angelo Ambrogini, más conocido como Angelo Poliziano (Montepulciano, 14 de julio de 1454-Florencia, 29 de septiembre de 1494), fue un humanista, poeta y notable filólogo italiano.

## Biografía
Poliziano, llamado así por nacer en Montepulciano (cerca de Siena, en la península itálica), nació el 14 de julio de 1454. Vivió en Florencia, en el seno de la familia Médici.
Cuando era todavía un niño -aunque ya daba muestra de sus excepcionales dotes intelectuales-, su padre fue asesinado por venganza. En 1464, a los diez años de edad, sabía latín y griego. A los dieciséis años, podía escribir versos en griego y a los 18 años ya era un autor publicado. En 1472 tradujo los libros II, III, IV y V de la Ilíada en hexámetros latinos, dejando atrás los intentos previos de Leonardo Bruni y Lorenzo Valla. Eso atrajo la atención de Lorenzo de Médici, que le contrató como tutor para sus hijos y, además, fue amigo suyo y su protector. En 1473 le consiguió un puesto en el Studio Fiorentino de secretario privado.
Tradujo además al latín el Enquiridion de un seguidor de Epicteto, el Cármides de Platón y algunas Historias de Heródoto. Fue el primer filólogo occidental que pudo rivalizar con los inmigrantes griegos en el conocimiento del griego clásico. También fue el primero que introdujo enmiendas a textos griegos clásicos.
A partir de 1480 empezó a dar clases de literatura griega y latina. Algunos de los que asistieron a sus clases fueron Miguel Ángel Buonarroti, el erudito alemán Johannes Reuchlin y los humanistas ingleses Thomas Linacre y William Grocyn.

### Muerte
Según Strathern y otros, Poliziano podría haber sido homosexual y, en cualquier caso, nunca contrajo matrimonio. Uno de sus amantes podría haber sido Pico della Mirandola. Como evidencias se citan algunas denuncias a las autoridades florentinas, ciertas alusiones en su obra, especialmente en el Orfeo y las circunstancias no esclarecidas en que se produjo su muerte. Entre otras posibles causas, como la sífilis, se ha barajado un posible envenenamiento por arsénico apuntándose que el asesino pudiera haber sido el hijo de Lorenzo, Pedro II de Médici, su antiguo alumno, aunque también habría otras posibilidades.
En 2007 fueron exhumados los restos de Poliziano y Pico della Mirandola en la iglesia de San Marco de Florencia y fueron examinados por un grupo de científicos bajo la dirección de Giorgio Gruppioni, profesor de antropología de Bolonia, para determinar la causa de ambas muertes. En febrero de 2008 anunciaron que los exámenes forenses mostraban que los restos examinados contenían arsénico en cantidad tóxica además de mercurio y plomo.

## Obra
Rechazó la imitación ciceroniana que proponían los filólogos Gasparino da Barzizza y Guarino de Verona y se inclinó por la imitación ecléctica. En este sentido, defendió a los autores de la Antigüedad posclásica y tardía como dignos modelos y fuentes de inspiración para los escritores humanistas de su época, reivindicando de forma especial el legado literario de Sidonio Apolinar en contraste con la posición despectiva de Petrarca acerca del mismo.
No dejó ninguna edición completa en su corta vida: lo que se tiene hoy son, por un lado, las innumerables acotaciones de sus libros, y por otro, los extractos de sus Zibaldoni autografi (Mezcolanzas autógrafas), su Miscellanorum centuria prima (1480) y su Miscellanea impresa en 1489, con interesantes notas lexicográficas y de crítica textual.
Compuso epigramas en griego, poemas en latín como prólogo a sus lecciones sobre autores (Sylva in scabiem, 1475), y algunos poemas en italiano, entre los cuales destaca el drama Orfeo y las 171 octavas que quedan de sus Stanze (Estancias), de 1494, compuestas para celebrar los amores de Giuliano de Médici y Simonetta Vespucci.
Fue uno de los primeros en hacer compulsas completas de códices, y esbozó un sistema de siglas para los manuscritos.
Mientras tanto, ocupaba su tiempo para traducir al griego. Sus versiones de Epicteto, Hipócrates, Galeno, El Erótico de Plutarco y Cármides de Platón le distinguen como escritor. Sus obras tuvieron un efecto inmediato y duradero e influyeron en los estudiosos del siglo siguiente.